# Natchez (langue)
Pour les articles homonymes, voir Natchez (homonymie).
Le natchez est une langue amérindienne isolée parlée en Oklahoma.
La langue est éteinte depuis le début du XXe siècle.

## Histoire de la langue
Jusqu'au début du XVIIIe siècle, la langue était parlée dans l'actuel Mississippi à l'Est de la ville de Natchez. En 1731, après la destruction des Natchez, les survivants se réfugient chez les Creeks et les Cherokees. En 1838, ils sont déportés avec ces deux peuples vers l'Oklahoma. Ceux qui vivent avec les Cherokees sont assimilés. L'autre groupe s'installe près de Braggs, où les mariages inter-ethniques sont nombreux.
En 1907, John R. Swanton, visite la petite communauté de Braggs et trouve cinq locuteurs du natchez. Mais le vrai travail de sauvetage de la langue est effectué de 1934 à 1936, par Mary R. Haas. Avec la mort de ses deux informateurs, Watt Sam et sa cousine Nancy Raven, la langue s'éteint.

## Classification
Le natchez est considéré comme une langue isolée. Cependant Swanton a tenté de le regrouper avec d'autres isolats du Sud-Est des États-Unis, le tunica, l'atakapa et le chitimacha, et au-delà avec les langues muskogéennes. Cette vision été continuée dans les travaux de Swadesh et de Haas. Cette dernière donne à cette famille de langues le nom de « langues du Golfe ». Cette proposition n'a pas réussi à s'imposer parmi les linguistes.

## Phonologie
Les tableaux présentent la phonologie du natchez.

### Voyelles
|         | Antérieure    | Centrale      | Postérieure   |
| ------- | ------------- | ------------- | ------------- |
| Fermée  | i [i] iː [iː] |               | u [u] uː [uː] |
| Moyenne | e [ɛ] eː [ɛː] | ə [ə]         | o [o] oː [oː] |
| Ouverte |               | a [a] aː [aː] |               |

### Consonnes
|               |            | Bilabiale | Dentale | Latérale | Palatale | Vélaire | Labio.  | Glottale |
| ------------- | ---------- | --------- | ------- | -------- | -------- | ------- | ------- | -------- |
| Occlusives    | Occlusives | p [p]     | t [t]   |          |          | k [k]   | kw [kʷ] | ʔ [ʔ]    |
| Fricatives    | Fricatives |           | s [s]   |          | š [ʃ]    |         |         | h [h]    |
| Affriquées    | Affriquées |           | c [t͡s]  |          |          |         |         |          |
| Nasales       | Simples    | m [m]     | n [n]   |          |          |         |         |          |
| Nasales       | Dévoisée   | m̥ [m̥]     | n̥ [n̥]   |          |          |         |         |          |
| Liquides      | simples    |           |         | l [l]    |          |         |         |          |
| Liquides      | Dévoisée   |           |         | l̥ [l̥]    |          |         |         |          |
| Semi-voyelles | simples    | w [w]     |         |          | j [j]    |         |         |          |
| Semi-voyelles | Dévoisée   | w̥ [w̥]     |         |          | j̥ [j̥]    |         |         |          |